# Torre Marimon
La Torre Marimon és un conjunt i finca agrícola de 115 hectàrees (amb 50 ha de conreus) de Caldes de Montbui (Vallès Oriental) inclosa a l'Inventari del Patrimoni Arquitectònic de Catalunya. En l'actualitat, és la seu de l'Institut de Recerca i Tecnologia Agroalimentàries (IRTA), de la Generalitat de Catalunya.

## Història
Abans de pertànyer als Marimon, la torre era coneguda com el Mas Coromines o la Torre d'en Molas. Els Marimon, que han donat nom a la casa i al paratge, foren una rica família que estenia les seves propietats per Plegamans i per altres pobles veïns com Palau, Palaudàries i Bigues, durant una bona part de l'edat mitjana. La seva relació amb Caldes començà a la segona meitat del segle xv (Romeu de Marimon està documentat el 1461 i el 1498).
Després de successives vicissituds i canvis de mans durant els segles xviii i xix, el 1921 va ser comprada per la Mancomunitat de Catalunya, presidida per Enric Prat de la Riba, per a instal·lar-hi l'Escola Superior d'Agricultura de Barcelona. Per a adequar el lloc a aquest fi es van construir edificacions noves, es va reconstruir el mas i, en el lloc on hi havia la torre, se n'hi va construir una de nova i s'hi va col·locar un dipòsit d'aigua al cim. L'any 1927 es va començar a bastir-hi aquests edificis i les obres s'acabaren l'any 1931. Els arquitectes encarregats de l'obra van ser Josep Bori i Gensana i Lluís Planas i Calvet.
Quan va acabar la Guerra Civil, la finca va passar a mans de la Diputació de Barcelona, mentre que l'Escola Superior d'Agricultura tornà al recinte de l'Escola Industrial a de Barcelona . Els terrenys agrícoles de la Torre Marimon esdevingueren camps de pràctiques per als alumnes de l'escola i s'hi va crear l'Escola de Capatassos Agrícoles que va impartir cursos fins a l'any 1980 i, que en règim d'internat, arribà a tenir 80 alumnes. A partir de 1980 s'hi impartiren cursos de Formació Professional Agrària fins a l'any 1996, quan cessaren totes les activitats acadèmiques.
La capella està documentada des del 1342 i va pertànyer a la casa pairal dels Marimon. Quan es va refer tot el conjunt per a convertir-lo en escola d'agricultura, també es va restaurar.

## Descripció
Conjunt format per un mas de grans dimensions, una torre, una capella i altres dependencies adjacents. El gran casal consta de planta baixa, dos pisos i golfes. La teulada és a doble vessant amb el carener perpendicular a la façana, la qual s'organitza simètricament a través d'un eix central. A la planta baixa s'obre, al centre, la porta d'entrada d'arc de mig punt adovellat i, a banda i banda, s'obren finestres d'arc rebaixat. Al primer i segon pis s'obren balcons sense voladís en el mateix eix que les obertures de la planta baixa; els brancals i la llinda són grans carreus de pedra. A les golfes s'obre una galeria d'arcs de mig punt i un òcul a cada extrem. Per sobre de la galeria s'obre altre òcul al centre.
La torre és cilíndrica. La part inferior és més ample que la resta de la torre i la part superior està rematada per una corsera i merlets. Al llarg del cilindre, a diferents alçades, s'obren finestres amb els brancals i la llinda de carreus de pedra. a l'interior de la torre hi ha un depòsit d'aigua.
La capella és d'una nau i absis semicirculars. Exteriorment els mura tenen decoració imitant l'romànic amb arcs cecs i bandes llombardes. A la façana s'obre una porta d'arc de mig punt per sobre de la qual hi ha una petita rosassa. La façana està coronada per un campanar de cadireta de dos ulls.